# 横田隆一
横田 隆一（よこた りゅういち、1955年7月7日 - ）は、日本の政治家。北海道千歳市長（1期）。

## 来歴
北海道砂川市出身。室蘭工業大学卒業。株式会社千歳市場公社代表取締役、元市場運営会社長。
1978年千歳市役所に入る。市役所職員を経て、2011年市立千歳市民病院事務局長、2013年総務部長、2014年企画部長、2015年山口幸太郎市長の下で千歳市副市長に就任、2019年に再任。副市長を2期務める。2022年現職の山口市長は翌年の市長選挙に不出馬、市長引退を表明。同年12月に副市長を退任。
2023年1月に千歳市長選挙への立候補を表明する。4月の選挙では無投票で初当選した。
2023年4月23日、千歳市長に就任、山口市政を継承。